# Bursera bicolor
Bursera bicolor är en tvåhjärtbladig växtart som först beskrevs av Carl Ludwig von Willdenow och Diederich Franz Leonhard von Schlechtendal, och fick sitt nu gällande namn av Adolf Engler. Bursera bicolor ingår i släktet Bursera och familjen Burseraceae. Inga underarter finns listade i Catalogue of Life.